# Selezioni giovanili della nazionale maschile di pallacanestro della Spagna
Le selezioni giovanili della nazionale di pallacanestro della Spagna, sono state gestite dalla Federazione cestistica della Spagna e partecipavano ai tornei cestistici internazionali per squadre nazionali, limitatamente a specifiche classi d'età.

## Universitaria
Rappresenta la selezione dei migliori atleti della nazionale spagnola.

### Partecipazioni
- 1965 - 8°
- 1987 -  3°
- 1999 -  3°

 Spagna universitaria - Pallacanestro alla XX Universiade - Torneo maschileÁlvarez, Bernabé, Burgos A, Burgos R, Ferrer, González, Luengo, Marco, Martínez, Moraga, Tamames, Vázquez, All. Paco García

## Under-20
Rappresenta i migliori giocatori di nazionalità spagnola di età non superiore ai 20 anni. Partecipa a tutte le manifestazioni internazionali giovanili di pallacanestro per nazioni gestite dalla FIBA.
Nel corso degli anni questa selezione ha subito alcuni cambiamenti nel nome, dovuti agli adeguamenti nelle normative della FIBA in fatto di classificazione delle categorie giovanili.
Agli inizi la denominazione originaria era nazionale Juniores, in quanto la FIBA classificava le fasce di età sotto i 22 anni con la denominazione "juniores". In seguito, denominazione e fasce di età sono state equiparate, divenendo nazionale Under 22. Dal 2000, la FIBA ha modificato nuovamente il tutto, equiparando sotto la dicitura "under 20" sia denominazione che fasce di età. Da allora la selezione ha preso il nome attuale.

### Partecipazioni
Mondiali Under-21
- 1993 - 7º
- 1997 - 7º
- 2001 - 5º

 Spagna under 22 - Campionato mondiale maschile di pallacanestro Under-22 19934 García, 5 Galilea, 6 Aísa, 7 Reyes, 8 Talaverón, 9 J. González, 10 Esteller, 11 Santos, 12 Paraíso, 13 Hernández, 14 J.T. González, 15 Almeida,        All. Gustavo Aranzana
 Spagna under 22 - Campionato mondiale maschile di pallacanestro Under-22 19974 Hernández, 5 Bernabé, 6 Guillén, 7 García, 8 Sánchez, 9 San Martín, 10 Jiménez, 11 Junyent, 12 Vidaurreta, 13 Garbajosa, 14 de la Fuente, 15 Iturbe,        All. -
 Spagna under 21 - Campionato mondiale maschile di pallacanestro Under-21 20014 Manzano, 5 Rodríguez, 6 Morentin, 7 Puyada, 8 Calderón, 9 Drame, 10 Cabezas, 11 Bueno, 12 Vidal, 13 Gabriel, 14 Valera, 15 Fernández,        All. Paco García
FIBA EuroBasket Under-20
- 1992 - 6°
- 1994 -  3º
- 1996 -  2º
- 1998 - 4°
- 2000 -  3º

- 2002 -  2º
- 2004 - 11°
- 2005 - 9º
- 2006 - 11°
- 2007 -  2°

- 2008 -  3°
- 2009 -  3°
- 2010 -  3°
- 2011 -  1°
- 2012 -  3°

- 2013 -  3°
- 2014 -  2°
- 2015 -  2°
- 2016 -  1°
- 2017 - 4°

- 2018 - 7°
- 2019 -  2°
- 2022 -  1°
- 2023 - 10°
- 2024 - 7°

 Spagna under 22 - Campionato europeo maschile di pallacanestro Under-22 19924 Llopis, 5 Galilea, 6 N. Rodríguez, 7 Pardo, 8 A. Rodríguez, 9 Pedrera, 10 Silva Barroso, 11 Santos, 12 Paraíso, 13 Pedrera, 14 González, 15 Murcia,        All. -
 Spagna under 22 - Campionato europeo maschile di pallacanestro Under-22 19944 Angulo, 5 Galilea, 6 Ávalos, 7 Lasa, 8 Ruiz, 9 Albert, 10 Peral, 11 Santos, 12 Sanmartín, 13 Alemany, 14 Llorens, 15 Almeida,        All. Gustavo Aranzana
 Spagna under 22 - Campionato europeo maschile di pallacanestro Under-22 19964 Hernández, 5 Vázquez, 6 Dueñas, 7 Moraga, 8 Sánchez, 9 Guillén, 10 Peral, 11 Rodríguez, 12 Biota, 13 Rodilla, 14 de la Fuente, 15 Moya,        All. Gustavo Aranzana
 Spagna under 22 - Campionato europeo maschile di pallacanestro Under-22 19984 Gil, 5 Montañez, 6 Mumbrú, 7 Maluenda, 8 Grimau, 9 Guillén, 10 Pacreu, 11 Garbajosa, 12 Burgos, 13 González, 14 Fernández, 15 Junyent,        All. Quino Salvo
 Spagna under 20 - Campionato europeo maschile di pallacanestro Under-20 20004 Vidal, 5 Rodríguez, 6 Cabezas, 7 González, 8 Calderón, 9 Reyes, 10 Drame, 11 Bueno, 12 Montañana, 13 Gabriel, 14 López, 15 Gasol,        All. Paco García
 Spagna under 20 - Campionato europeo maschile di pallacanestro Under-20 20024 Grimau, 5 Miso, 6 Martín, 7 Mena, 8 Cortaberría, 9 Guerra, 10 Llorente, 11 Martínez, 12 Triguero, 13 Miralles, 14 Vázquez, 15 Rubio,        All. Ricard Casas
 Spagna under 20 - Campionato europeo maschile di pallacanestro Under-20 20044 Huertas, 5 Á. Urtasun, 6 Mestres, 7 Corbacho, 8 Sada, 9 Blanco, 10 T. Urtasun, 11 Guzmán, 12 Ortega, 13 Martín, 14 Gasol, 15 Espuña,        All. Óscar Quintana
 Spagna under 20 - Campionato europeo maschile di pallacanestro Under-20 20054 Izquierdo, 5 San Miguel, 6 Sàbat, 7 Chuan, 8 García, 9 Suárez, 10 Feliu, 11 Rodríguez, 12 Fontet, 13 Moncasi, 14 Blanco, 15 Gasol,        All. Paco Olmos
 Spagna under 20 - Campionato europeo maschile di pallacanestro Under-20 20064 Sánchez, 5 Ribas, 6 García, 7 Yusta, 8 Moncasi, 9 Fernández, 10 Llull, 11 Antelo, 12 Suárez, 13 Fontet, 14 Rey, 15 Aspe,        All. Javier Imbroda
 Spagna under 20 - Campionato europeo maschile di pallacanestro Under-20 20074 Llull, 5 Ribas, 6 Lucas, 7 Sol, 8 Sánchez, 9 Beirán, 10 Pérez-Urruti, 11 Fernández, 12 Teruel, 13 Gama, 14 Rey, 15 Andrés,        All. Juan Antonio Orenga
 Spagna under 20 - Campionato europeo maschile di pallacanestro Under-20 20085 Marco, 6 López, 8 Tomàs, 9 Llorca, 10 Rubio, 11 Colom, 12 Rabaseda, 13 de la Fuente, 14 Raya, 15 Aguilar, 16 Vega, 17 Claver,        All. Gustavo Aranzana
 Spagna under 20 - Campionato europeo maschile di pallacanestro Under-20 20094 Fernández, 5 Marco, 6 López, 7 Almazán, 8 Tomàs, 9 Llorca, 10 Rabaseda, 11 Parejo, 12 Samb, 13 de la Fuente, 14 Raya, 15 Aguilar,        All. Gustavo Aranzana
 Spagna under 20 - Campionato europeo maschile di pallacanestro Under-20 20104 Simeón, 5 Pérez, 6 Sastre, 7 Llovet, 8 Muñoz, 9 I. Martínez, 10 Franch, 11 Hernández, 12 Mirotić, 13 Lorenzo, 14 E. Martínez, 15 Gil,        All. Juan Antonio Orenga
 Spagna under 20 - Campionato europeo maschile di pallacanestro Under-20 20114 Simeón, 5 Pozas, 6 Sastre, 7 Llovet, 8 Jódar, 9 Barrera, 10 Franch, 11 Tomàs, 12 Mirotić, 13 Lorenzo, 14 Arévalo, 15 Gil,        All. Juan Antonio Orenga
 Spagna under 20 - Campionato europeo maschile di pallacanestro Under-20 20124 Servera, 5 Pozas, 6 Sanz, 7 Fernández, 8 Suárez, 9 Barrera, 10 Abrines, 11 Díez, 12 Oriola, 13 Tomàs, 14 Olaizola, 15 Guerra,        All. Luis Guil
 Spagna under 20 - Campionato europeo maschile di pallacanestro Under-20 20134 Motos, 5 Abia, 6 Vives, 7 Fernández, 8 Sanz, 9 Conde, 10 Costa, 11 Díez, 12 Medori, 13 Suárez, 14 Olaizola, 15 Saiz,        All. Sito Alonso
 Spagna under 20 - Campionato europeo maschile di pallacanestro Under-20 20144 Martín, 5 Paulí, 6 Vicedo, 7 Brizuela, 8 Sans, 9 G. Hernangómez, 10 Díaz, 11 Saiz, 12 Abalde, 13 Nogués, 14 J. Hernangómez, 15 Iriarte,        All. Jaume Ponsarnau
 Spagna under 20 - Campionato europeo maschile di pallacanestro Under-20 20154 Alonso, 5 Martín, 6 Abalde, 7 Sans, 8 Moix, 9 García, 10 Martínez, 11 Guerrero, 12 Sima, 13 Nogués, 14 Hernangómez, 15 Diop,        All. Paco Redondo
 Spagna under 20 - Campionato europeo maschile di pallacanestro Under-20 20164 de la Rúa, 5 Oroz, 6 S. García, 7 Yusta, 8 M. García, 9 Sima, 10 Alonso, 11 Amo, 12 Martí, 13 Sorolla, 14 Barreiro, 15 Vilà,        All. Juan Antonio Orenga
 Spagna under 20 - Campionato europeo maschile di pallacanestro Under-20 20174 de la Rúa, 5 García, 6 López-Arostegui, 7 Vila, 8 Jou, 9 Rigo, 10 Yusta, 11 Sorolla, 12 Martí, 13 Vilà, 14 Barreiro, 15 Mazaira,        All. Ibon Navarro
 Spagna under 20 - Campionato europeo maschile di pallacanestro Under-20 20184 Figueras, 5 Sanz, 7 Vila, 8 Font, 9 Maura, 11 Tomaic, 12 Ehigiator, 13 Puerto, 14 Molins, 15 Rosa, 16 González, 17 Parra,        All. Luis Guil
 Spagna under 20 - Campionato europeo maschile di pallacanestro Under-20 20194 Busquets, 5 González, 6 Cuevas, 7 Sola, 8 Galán, 9 Puerto, 10 Parrado, 11 Alocén, 12 Ehigiator, 13 Martínez, 14 Parra, 15 Rosa,        All. Luis Guil
 Spagna under 20 - Campionato europeo maschile di pallacanestro Under-20 20224 Peñarroya, 5 Núñez, 6 Caicedo, 7 Ferrando, 8 Huguet, 9 Domínguez, 10 Allen, 11 Alderete, 12 Domenech, 14 Jiménez, 15 Díaz, 16 Etxeguren,        All. Joaquin Prado
 Spagna under 20 - Campionato europeo maschile di pallacanestro Under-20 20235 Núñez, 6 Caicedo, 7 Rodríguez, 8 Aquino, 9 Domínguez, 10 Martínez, 11 Tamba, 12 Naspler, 13 Ordóñez, 14 Taboada, 15 Paz Vázquez, 16 López,        All. Joaquin Prado
 Spagna under 20 - Campionato europeo maschile di pallacanestro Under-20 20244 Villar, 5 Langarita, 6 Martínez, 7 Rodríguez, 9 de Larrea, 10 Garuba, 11 Almansa, 13 Gómez, 14 Folgueiras, 15 Mara, 16 Onuetu, 17 Nogués,        All. Salvador Camps

## Under-19
Rappresenta i migliori giocatori di nazionalità spagnola di età non superiore ai 19 anni. Partecipa a tutte le manifestazioni internazionali giovanili di pallacanestro per nazioni gestite dalla FIBA.

### Partecipazioni
Mondiali Under-19
- 1983 - 4°
- 1991 - 6°
- 1995 -  3°
- 1999 -  1°
- 2007 - 8°

- 2009 - 10°
- 2013 - 5°
- 2015 - 8°
- 2017 - 4°
- 2021 - 5°

- 2023 -  1°

 Spagna under 19 - Campionato mondiale maschile di pallacanestro Under-19 19834 Marrero, 5 Llorente, 6 Arcega, 7 Vecina, 8 Villacampa, 9 Rementería, 10 Montero, 11 Peña, 12 Blázquez, 13 Hernangómez, 14 Rodríguez, 15 Montes,        All. -
 Spagna under 19 - Campionato mondiale maschile di pallacanestro Under-19 19914 García, 5 Galilea, 6 Pardo, 7 Paraíso, 8 Esteller, 9 Martínez, 10 Fabón, 11 Álvarez, 12 González, 13 Reyes, 14 Llopis, 15 Hernández,        All. -
 Spagna under 19 - Campionato mondiale maschile di pallacanestro Under-19 19954 Rueda, 5 Larragán, 6 Jiménez, 7 Quesada, 8 Guillén, 9 Cazorla, 10 Ayuso, 11 Junyent, 12 Vidaurreta, 13 Mons, 14 de la Fuente, 15 Iturbe,        All. -
 Spagna under 19 - Campionato mondiale maschile di pallacanestro Under-19 19994 Cabeza, 5 Rodríguez, 6 Cabezas, 7 Navarro, 8 González, 9 Reyes, 10 Drame, 11 Bueno, 12 Herráiz, 13 Gabriel, 14 López, 15 Gasol,        All. -
 Spagna under 19 - Campionato mondiale maschile di pallacanestro Under-19 20074 Vega, 5 Aguilar, 6 Colom, 7 Cabot, 8 Forcada, 9 Claver, 10 Rubio, 11 Nguema, 12 Marina, 13 González, 14 Martínez, 15 Pantín,        All. Mateo Rubio
 Spagna under 19 - Campionato mondiale maschile di pallacanestro Under-19 20094 I. Martínez, 5 Pérez, 6 Molina, 7 Domínguez, 8 Muñoz, 9 Díaz, 10 Sosa, 11 Hernández, 12 Vicens, 13 Gil, 14 E. Martínez, 15 Santana,        All. Juan Antonio Orenga
 Spagna under 19 - Campionato mondiale maschile di pallacanestro Under-19 20134 Mendia, 5 Paulí, 6 Vicedo, 7 Brizuela, 8 Chapela, 9 Hernangómez, 10 Díaz, 11 Saiz, 12 Nogués, 13 Pérez, 14 Marín, 15 Homs,        All. Luis Guil
 Spagna under 19 - Campionato mondiale maschile di pallacanestro Under-19 20154 Pérez, 5 S. García, 6 López-Arostegui, 7 Oroz, 8 M. García, 9 Sima, 10 Alonso, 11 Jiménez, 12 Rodríguez, 13 Sabata, 14 Díaz, 15 Vilà,        All. Joaquín Prado
 Spagna under 19 - Campionato mondiale maschile di pallacanestro Under-19 20174 Figueras, 5 Sanz, 7 Vila, 8 Font, 9 Esteban, 10 Moreno, 11 Ballespín, 12 Ehigiator, 13 Tomaic, 14 Molins, 15 Rosa, 18 Vanaclocha,        All. Luis Guil
 Spagna under 19 - Campionato mondiale maschile di pallacanestro Under-19 20214 Peñarroya, 5 Rodríguez, 6 Núñez, 7 Ferrando, 9 Domínguez, 10 Godspower, 11 Alderete, 12 Domenech, 13 Etxeguren, 14 Jiménez, 16 López de la Torre, 18 López,        All. Javier Zamora
 Spagna under 19 - Campionato mondiale maschile di pallacanestro Under-19 20234 Villar, 5 Langarita, 6 de Larrea, 7 Rodríguez, 8 Moreno, 10 Garuba, 11 Almansa, 12 García, 13 Miller, 15 Gómez, 16 Onuetu, 17 Nogués,        All. Daniel Miret

## Under-18
Rappresenta i migliori giocatori di nazionalità spagnola di età non superiore ai 18 anni. Partecipa a tutte le manifestazioni internazionali giovanili di pallacanestro per nazioni gestite dalla FIBA.
Nel corso degli anni questa selezione ha subito alcuni cambiamenti nel nome, dovuti agli adeguamenti nelle normative della FIBA in fatto di classificazione delle categorie giovanili.
Agli inizi la denominazione originaria era Nazionale Cadetti, in quanto la FIBA classificava le fasce di età dai 16 ai 18 anni con la denominazione "cadetti". Dal 2000, la FIBA ha modificato il tutto, equiparando sotto la dicitura under 18, sia denominazione che fasce di età. Da allora la selezione ha preso il nome attuale.

### Partecipazioni
FIBA EuroBasket Under-18
- 1964 - 8°
- 1966 - 6°
- 1968 - 5°
- 1970 - 5°
- 1972 - 7°

- 1974 -  2°
- 1976 -  3°
- 1978 -  2°
- 1980 - 4°
- 1982 - 6°

- 1984 - 4°
- 1986 - 5°
- 1988 - 6°
- 1990 -  3°
- 1992 - 6°

- 1994 -  3°
- 1996 - 9°
- 1998 -  1°
- 2000 - 11°
- 2002 - 9°

- 2004 -  1°
- 2005 - 4°
- 2006 -  3°
- 2007 - 5°
- 2008 - 5°

- 2009 - 5°
- 2010 - 11°
- 2011 -  1°
- 2012 - 5°
- 2013 -  3°

- 2014 - 5°
- 2015 - 7°
- 2016 - 5°
- 2017 -  2°
- 2018 - 9°

- 2019 -  1°
- 2022 -  1°
- 2023 -  2°

 Spagna under 18 - Campionato europeo maschile di pallacanestro Under-18 19984 Herraiz, 5 Rodríguez, 6 Cabezas, 7 Navarro, 8 Calderón, 9 Reyes, 10 Drame, 11 Valera, 12 Bueno, 13 Gabriel, 14 López, 15 Gasol, 
Altre Manifestazioni
- Torneo Albert Schweitzer: 2

1998, 2012

## Under-17
Rappresenta i migliori giocatori di nazionalità spagnola di età non superiore ai 16 anni. Partecipa a tutte le manifestazioni internazionali giovanili di pallacanestro per nazioni gestite dalla FIBA.

### Partecipazioni
- 2010 - 10°
- 2012 - 4°
- 2014 - 4°
- 2016 - 4°
- 2022 -  2°

## Under-16
Rappresenta i migliori giocatori di nazionalità spagnola di età non superiore ai 16 anni. Partecipa a tutte le manifestazioni internazionali giovanili di pallacanestro per nazioni gestite dalla FIBA.
Nel corso degli anni questa selezione ha subito alcuni cambiamenti nel nome, dovuti agli adeguamenti nelle normative della FIBA in fatto di classificazione delle categorie giovanili.
Agli inizi la denominazione originaria era Nazionale Allievi, in quanto la FIBA classificava le fasce di età dai 16 ai 18 anni con la denominazione "allievi". Dal 2000, la FIBA ha modificato il tutto, equiparando sotto la dicitura under 18, sia denominazione che fasce di età. Da allora la selezione ha preso il nome attuale.

### Partecipazioni
FIBA EuroBasket Under-16
- 1971 - 4°
- 1973 -  2°
- 1975 - 5°
- 1977 - 5°
- 1979 -  3°

- 1981 - 9°
- 1983 -  2°
- 1985 -  2°
- 1987 - 4°
- 1989 - 6°

- 1991 -  3°
- 1993 -  2°
- 1995 -  2°
- 1997 - 6°
- 1999 - 8°

- 2001 -  3°
- 2003 - 4°
- 2004 - 7°
- 2005 -  3°
- 2006 -  1°

- 2007 -  2°
- 2008 - 6°
- 2009 -  1°
- 2010 - 4°
- 2011 -  3°

- 2012 - 7°
- 2013 -  1°
- 2014 -  3°
- 2015 - 4°
- 2016 -  1°

- 2017 - 7°
- 2018 -  2°
- 2019 -  1°
- 2022 -  2°
- 2023 -  1°